# Mehdi Sojoudi Moghaddam
Pour les articles homonymes, voir Moghaddam.
Mehdi Sojoudi Moghaddam (né le 15 janvier 1962 à Téhéran) est un écrivain, traducteur littéraire et savant iranien.

## Biographie
Né à Téhéran, Sojoudi a grandi dans une famille éduquée, allant au lycée Hadaf, l’un des meilleurs lycées de la ville, où il commence ses activités littéraires en écrivant des histoires courtes et de la poésie.  
En 1988, il rejoint l’Université de Téhéran et reçoit sa Maîtrise en langue et littérature anglaise. 

## Carrière
Sojoudi est l’auteur de Œil pour œil (2012) dans lequel il détaille le supplice d'Aminé Bahrami qui était aveuglée et défigurée par son amant qui a jeté de l’acide à son visage. La tragédie d’Aminé fait les titres des journaux partout dans le monde,,,,,,. Lorsqu’elle fait des efforts inlassables pour injecter de l’acide dans les yeux de son attaqueur Majid Movahidi comme rétribution. Cependant, au dernier moment, pendant que les fonctionnaires comptaient à rebours, elle a choqué tout le monde en lui pardonnant. « Je ne pouvais pas le faire, je savais que je ne peux pas vivre avec ça jusqu'à la fin de ma vie », a-t-elle dit. « Je savais que si je fais ça, j’aurais souffert et brulé deux fois ».
Sojoudi a traduit de nombreux romans en persan, notamment Le Cahier de Nicholas Sparks, Le Liseur de Bernhard Schlink, Les Hauts de Hurlevent de Emily Brontë, L’amour vient sur la pointe des pieds de Janette Oke et Le Lys dans la Vallée d'Honoré de Balzac. 
Mehdi Sojoudi est actuellement[Quand ?] en train de travailler sur son roman. 